# Jorge Luna Ferreccio
Jorge Armando Luna Ferreccio (Ica, 7 de abril de 1911 - Lima, 11 de febrero de 2002) fue un marino y político peruano, que llegó al rango de vicealmirante de la Marina de Guerra del Perú. Fue  comandante general de la Marina de Guerra en 1968; y ministro de Marina de 1967 a 1968, en el primer gobierno de Fernando Belaúnde Terry, siendo el último que ejerció dicho cargo antes del golpe de Estado del 3 de octubre de 1968.

## Biografía
Natural de Ica, siendo sus padres Liborio Luna y Rosa Ferreccio. Cursó su educación secundaria en el colegio Maristas San Luis. Luego ingresó a la Escuela Naval del Perú, de la que egresó como alférez de fragata en 1934. En su promoción figuraba Alfonso Navarro Romero.
A lo largo de su carrera profesional, fue jefe de la cuarta sección del Estado Mayor General de Marina; subdirector de la Escuela Naval; director del Centro de Entrenamiento Naval del Callao; comandante de la división de destructores; comandante general de la Fuerza Fluvial del Amazonas; inspector general de la Marina; comandante general de la Base Naval del Callao; y finalmente comandante general de la Marina.
Era ya contralmirante, cuando el 17 de noviembre de 1967 juró como ministro de Marina, integrando el gabinete ministerial presidido por Raúl Ferrero Rebagliati, en el primer gobierno del arquitecto Fernando Belaunde. Su hermano, Julio Humberto Luna Ferreccio, general del Ejército Peruano, había sido ministro de Guerra al inicio del mismo gobierno.
El 1 de enero de 1968 ascendió al grado de vicealmirante de la Armada Peruana, pasando a ser comandante general de la Marina de Guerra del Perú.
Se mantuvo como ministro de Marina, hasta el golpe de Estado del general Juan Velasco Alvarado del 3 de octubre de 1968, cuando formaba parte del llamado «gabinete de un día», presidido por Miguel Mujica Gallo.
En el gobierno de Velasco se reincorporó al servicio, y fue nombrado delegado del Perú en la Junta Interamericana de Defensa del Continente con sede en Washington D. C. Pasó al retiro el 19 de enero de 1970, al cumplirse sus años de servicio estipulados por ley.